# Va'a

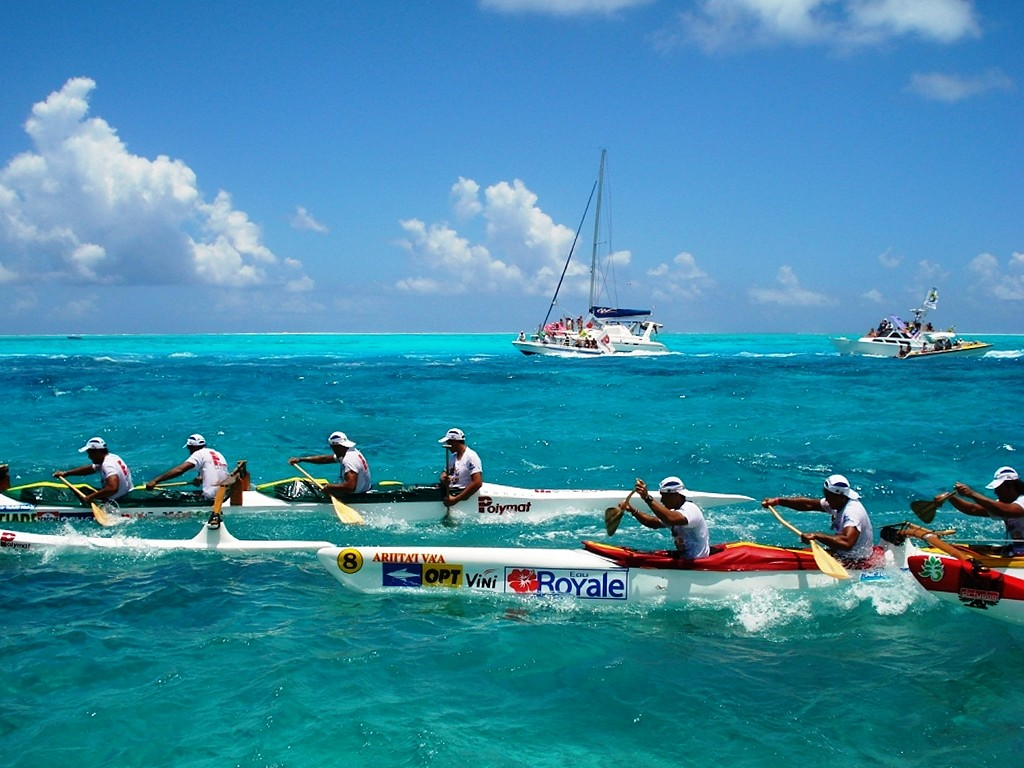
Gara di vaʻa

Il vaʻa designa uno sport polinesiano di corsa in canoa chiamato anche canoa polinesiana o canoa a bilanciere (OC). Ne esistono di diversi tipi: V1 (va’a hoe), V3 (va’a toru), V6 (va’a ono) e V12 (va’a tauati o doppia canoa). Il va'a è attualmente praticato come sport nel Pacifico ed è presente ai Giochi del Pacifico. Nella Polinesia francese o nelle isole Hawaii vengono organizzate gare.
Vaʻa è una parola in samoano, hawaiano e tahitiano che significa “barca” o “canoa”. La parola è affine ad altre parole dei popoli del Pacifico come vaka delle isole Cook, la parola māori waka o la parola gilbertina waa.

## Storia
I popoli del Pacifico hanno utilizzato le canoe per competizioni e gare fin dall'antichità. I coloni europei in alcuni casi mantennero questa tradizione; alla fine del XVIII secolo, per esempio, si tenevano nella colonia francese di Tahiti gare di canoa commemorative la presa della Bastiglia, il 14 luglio. In altri casi gli stessi europei interruppero tradizioni probabilmente antichissime; nelle Hawaii, per esempio le gare di canoe furono vietate a partire dal 1820, con l'arrivo dei missionari di Boston, che le bandirono come immorali anche a causa del grande movimento di scommesse che alimentavano.
La canoa polinesiana come sport (nell'accezione moderna del termine) ha le proprie origini nelle Hawaii. Nel 1875 re David Kalakaua salì al trono delle Hawaii. Kalākaua favorì la riscoperta delle tradizioni hawaiiane: danze, canti tradizionali, e sport acquatici (canoa, vela, surf). Nel 1908 venne fondata la prima associazione di canoa, lo Outrigger Canoe Club of Hawaii. Poco tempo dopo fu fondato il club di surfisti di Hui Nalu e dal 1910 questi due gruppi iniziarono a sfidarsi in gare di canoa. A partire da questo storico nucleo nelle Hawaii, la canoa polinesiana si trasformò gradualmente in uno sport organizzato. La prima vera e propria regata si disputò nel 1922; a partire dagli anni quaranta si iniziò a discutere della necessità di creare un regolamento "ufficiale". Con questa missione nacque nel 1950 la "Hawaiian Canoe Racing and Surfing Association", in seguito Hawaiian Canoe Racing Association (HCRA). Oggi l'outrigger è lo sport nazionale hawaiano, con oltre 7 000 atleti e 60 associazioni dedicate.

## Competizioni internazionali
- Hawaiki nui va'a, nella Polinesia francese, che collega le isole di Huahine, Raiatea, Tahaa e Bora-Bora.
- Molokai hoe alle Hawaii.
- Tahiti Nui Va'a, che fa il giro dell'isola di Tahiti in tre giorni (tre tappe), e si tiene ogni due anni.